# Tűzfegyver

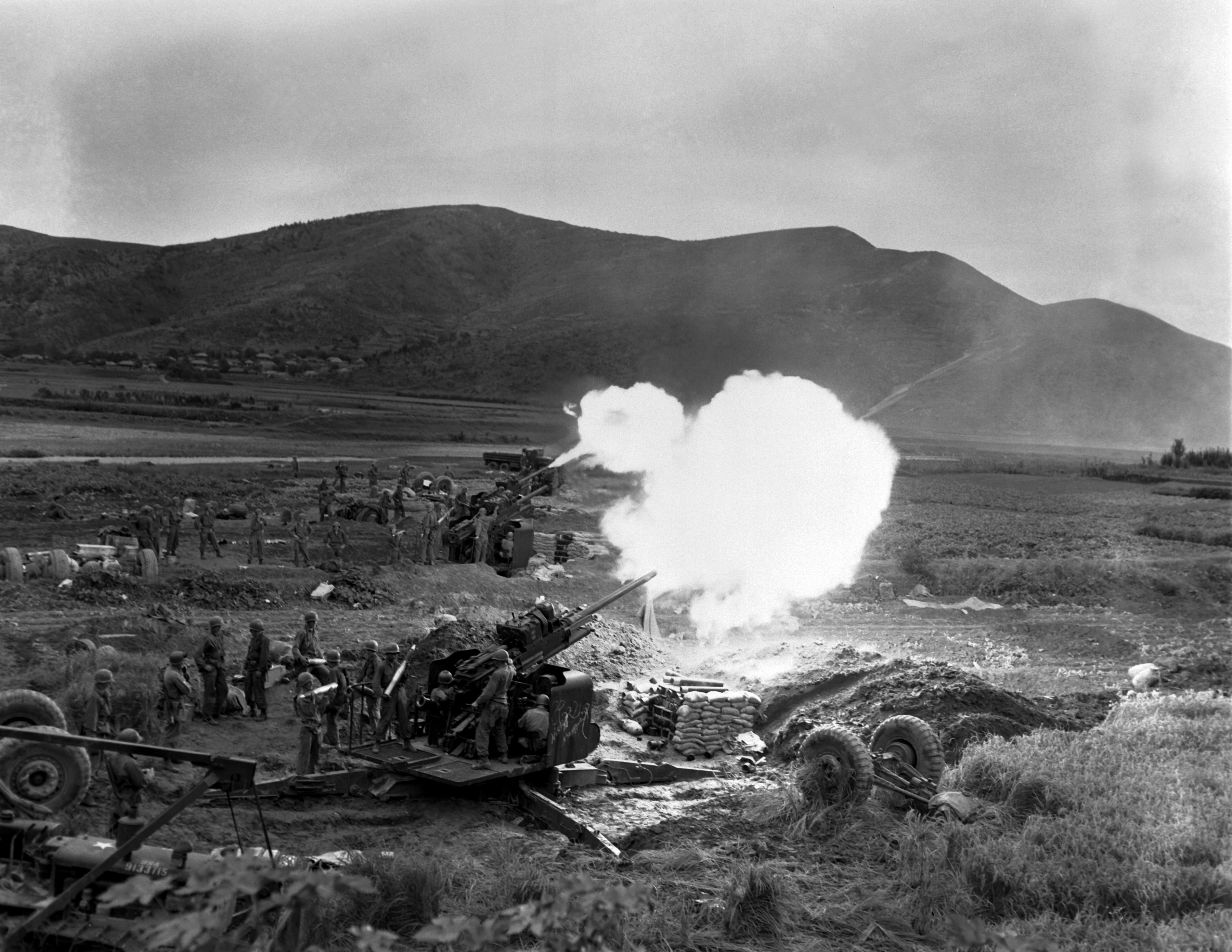
Amerikai 90 mm-es légvédelmi ágyúk tüzelés közben a koreai háború idején.

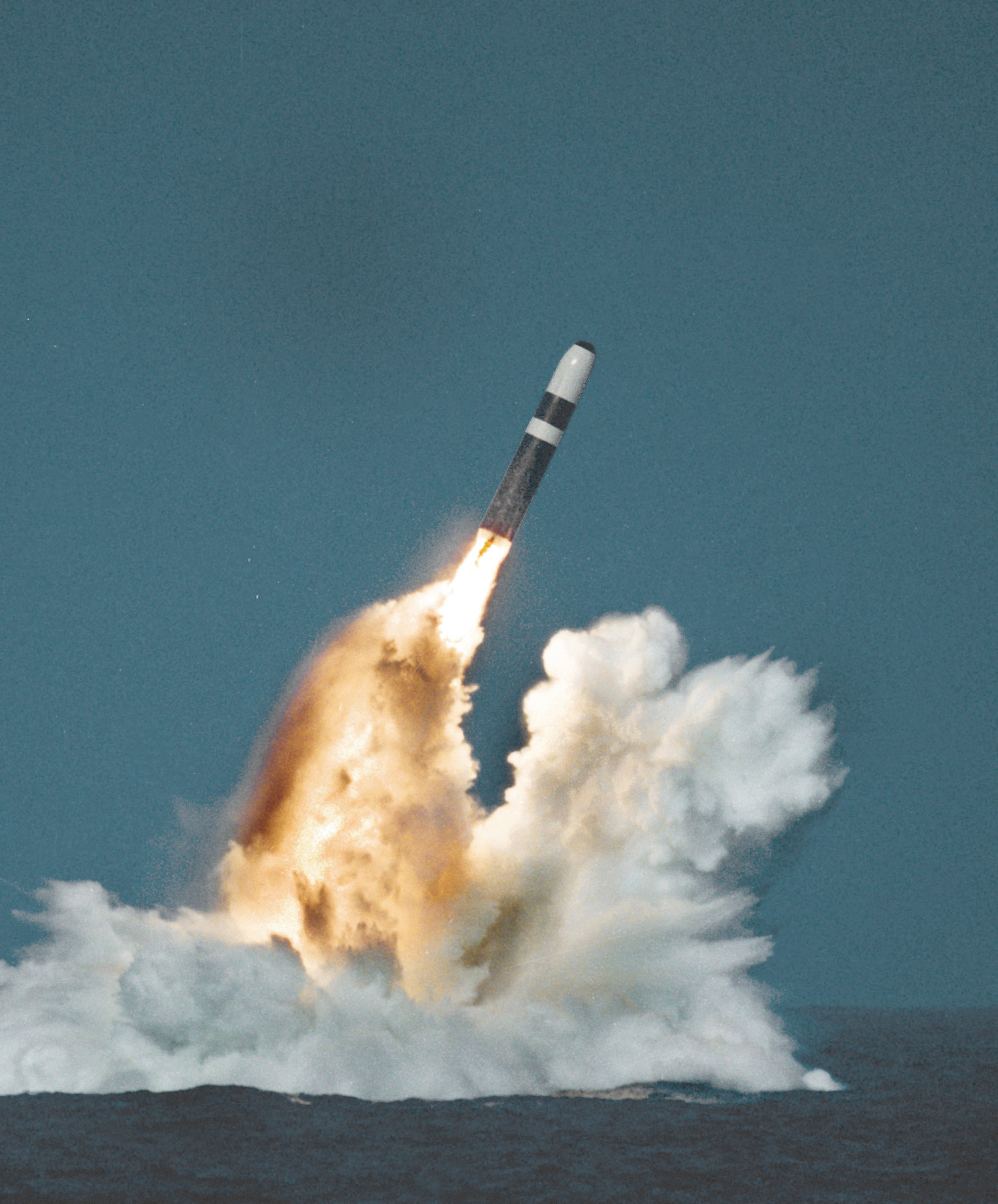
Tengeralattjáróról indított amerikai Trident II ballisztikus rakéta

A tűzfegyver olyan lőfegyver, amely a lövedék kilövéséhez szükséges energiát valamilyen hőfejlődéssel járó kémiai folyamat (égés, vagy robbanás) révén nyeri. Az ekkor keletkező magas hőmérsékletű, nagy térfogatigényű gáz fejti ki a lövedékre azt a tolóerőt, ami a fegyverből vagy fegyverről való kilövéshez szükséges. A lövedék ki- vagy lelövéséhez szükséges hőenergiát az erre kifejlesztett lőpor ún. gyorségése (másik nevén lobbanása), illetve egyéb folyékony, vagy szilárd halmazállapotú hajtóanyag kémiai reakciója szolgáltatja. A régi tűzfegyverekben ehhez különféle összetételű fekete lőport használtak, a modern tűzfegyverekben pedig füstmentes lőport, korditot, vagy más robbanóanyagot, hajtóanyagot alkalmaznak.
A tűzfegyvereket alkalmazó haderőnemek gyűjtőneve a tüzérség (szárazföldi, tengeri, légi).

## Története

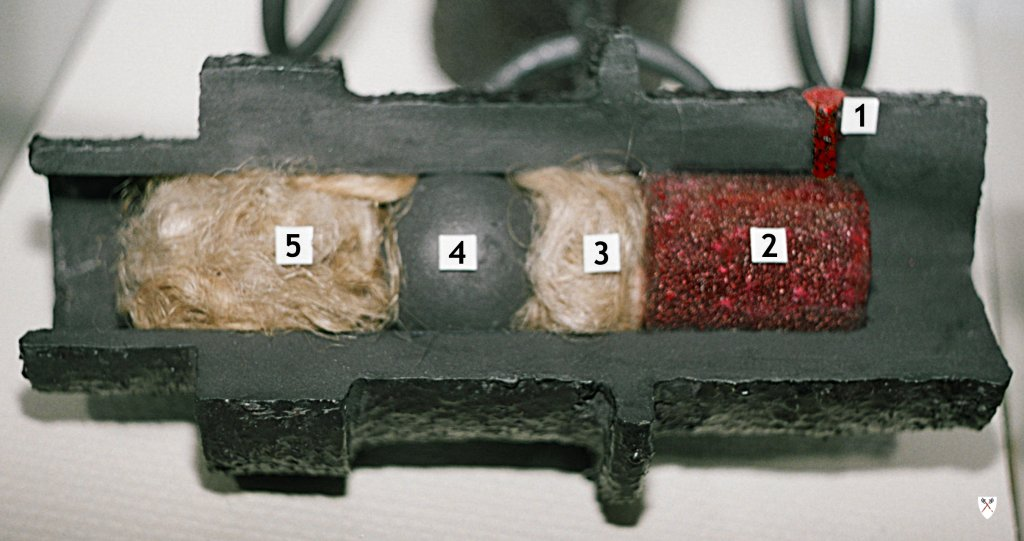
Egy régi ágyú metszeti képe: 1. gyújtólyuk és felporzó lőpor, 2. lőpor, 3. fojtás, 4. lövedék, 5. fojtás.

## Csoportosítása

### Csővel nem rendelkező tűzfegyverek
Ezek a reaktív, sugárhajtású tűzfegyverek:
- rakéták
- robotrepülőgépek

### Csöves tűzfegyverek
A csöves tűzfegyverek egyik legfőbb szerkezeti eleme a fegyvercső.
- Kézi csöves tűzfegyverek: gépkarabélyok, géppisztolyok, géppuskák, karabélyok, kurtályok, mordályok, muskéták, pisztolyok, puskák.
- Közepes és nehéz csöves tűzfegyverek: a különféle lövegek (ágyúk, tarackok, ágyútarackok, tarackágyúk, mozsarak, aknavetők, vasúti lövegek, hajóágyúk stb.).

#### Működési elv szerint
- egylövetű (elöl- ill. hátultöltő)
- ismétlő: Amellyel töltény fegyverbe helyezése nélkül a fegyverrel egymás után legalább két lövés leadható.
- öntöltő (félautomata): Az ismétlő fegyver definíciója, kiegészítve azzal, hogy két lövés leadása között kizárólag az elsütőbillentyű működtetésére van szükség.
- önműködő (automata), köznyelvén gépfegyver: Az öntöltő fegyver definíciója, kiegészítve azzal, hogy a fegyver az elsütőbillentyű folyamatos működtetésének időtartamán belül (vagy a tár kiürüléséig) folyamatosan tüzel. A folyamatos tüzelés maximális időtartamát a tűzgyorsaság és a tárkapacitás együttesen határozzák meg.

Megjegyzés: A félautomata, de nem automata fegyverek elsütőbillentyűjének egyszeri működtetésére a fegyver egy töltényt tüzel.

### Folyóirat-cikkek
- Klabacsek Gyula: Egy kis rendszertan 1-14. rész In: Kaliber, 1999. június–2000. július